# Gesa Kluth
Gesa Kluth, né en 1970 près de Göttingen, est une biologiste et une experte du loup allemand.

## Biographie
Elle a étudié la biologie à Brême et, en 1996, a travaillé avec une meute de loups en Estonie dans le cadre de son mémoire de diplôme. Après avoir passé un certain temps dans le Brandebourg, elle vit actuellement[Quand ?] en Haute-Lusace en Saxe, où se sont installées les premières meutes de Loup gris commun vivant en liberté en Allemagne.
Gesa Kluth est considéré comme une experte du loup en Allemagne. Avec sa collègue Ilka Reinhardt, elle a fondé en janvier 2003 l'actuel LUPUS - Institut pour la surveillance et la recherche sur les loups en Allemagne, à Spreewitz (de), au nord-ouest de la zone d'entraînement militaire d'Oberlausitz, d'où la nouvelle propagation des loups en Allemagne a eu lieu. Gesa Kluth travaille en collaboration avec le Fonds international pour la protection des animaux, le Naturschutzbund Deutschland et le ministère d'État saxon pour l'environnement et l'agriculture. En Pologne, la biologiste polonaise Sabina Nowak occupe une position similaire. Elle considère que l'une de ses tâches consiste à coopérer avec les éleveurs de la région. L'objectif est de protéger les animaux d'élevage sans tuer les loups sauvages. Gesa Kluth est co-auteur de nombreuses publications spécialisées des membres de Large Carnivore Initiative for Europe,
En 2003-2004, Gesa Kluth, Sebastian Körner et Ilka Reinhardt ont découvert une portée d'hybrides en Lusace qui ont dû être retirés de la nature. Seuls l'animal mère et deux des jeunes hybrides ont pu être capturés. L'animal mère a été relâché,,. À l'époque, les experts du loup en Allemagne et en Pologne ne savaient pas que l'allèle du locus agouti est un gène récessif qui ne peut être exprimé dans le phénotype que si les deux animaux parents sont porteurs du gène. Sinon, ils auraient gardé l'animal mère en captivité.